# 陕甘宁边区第二师范学校
陕甘宁边区第二师范学校（简称“边区二师”）是抗日战争时期中共中央在陕甘宁边区关中分区马栏镇马栏村创办的专门培养中小学师资的学校。

## 历史
1939年9月，由于鲁迅师范学校调离关中分区，陕甘宁边区教育厅决定在鲁师原址成立边区第二师范学校，“培养地方文教干部和小学师资”。1949年5月随关中地委迁三原。至此第二师范毕业生899人。